# Microphysidae
Microphysidae Dohrn, 1859, è una famiglia di Insetti dell'Ordine dei Rincoti Eterotteri (Cimicomorpha Miroidea). Comprende specie di piccoli insetti predatori.

## Descrizione e biologia
I Microphysidae sono insetti di piccole dimensioni, con il corpo lungo al massimo 2 mm  ma robusto. Le antenne sono lunghe quanto il capo, composte da 4 articoli; il rostro è pure esso composto da 4 segmenti.
Sono presenti sia forme alate sia forme brachittere. Le ali anteriori sono ben sviluppate nei maschi, mentre nelle femmine sono più brevi dell'addome per essere prive della zona membranosa. La zona sclerificata mostra la suddivisione in due parti, il clavo e il corio; quest'ultimo si prolunga in una subregione triangolare distale, detta cuneo, carattere costante in tutta la superfamiglia dei Miroidei.
Le zampe sono più o meno allungate, con tarsi composti da 2 articoli e pretarso terminante con due unghie distali e privo di pulvilli.
La famiglia comprende insetti con regime dietetico zoofago. Sono predatori di piccoli Artropodi che, in generale, fanno capo ai raggruppamenti dei Collemboli, degli Psocotteri e degli Afidi.

## Sistematica
La famiglia costituisce il raggruppamento minore della vasta superfamiglia dei Miroidei. Si suddivide in quattro generi, di cui due, Loricula e Myrmedobia, comprendono 7 specie a distribuzione paleartica.